# Садчиков, Владимир Николаевич
Владимир Николаевич Садчиков (21 июля 1939, Москва — 23 июня 2009, Пенза) — российский журналист, писатель, драматург, искусствовед, педагог и государственный деятель. Заслуженный работник культуры РСФСР (1989). Кандидат искусствоведения (1975), профессор ПГУ.

## Образование и карьера
Родился 21 июля 1939 в Москве.
Окончил театроведческий факультет ГИТИСа имени А. В. Луначарского (1970), Академию общественных наук при ЦК КПСС (1975).
С 1988 по 1991 гг. В. Н. Садчиков был главным редактором областной газеты «Пензенская правда», с 1992 по 1996 гг. был редактором областной культурно-просветительской газеты «Доброе утро».
С 1994 по 2003 гг. был начальником Департамента средств массовой информации и полиграфии Пензенской области. Одновременно с ноября 1997 по апрель 1998 занимал пост заместителя главы администрации Пензенской области (главой региона был А. Ф. Ковлягин).
С 2003 по 2008 гг. занимался преподавательской деятельностью, работая профессором кафедры Пензенского государственного университета. Кандидат искусствоведения (1975).
С 2008 года — на пенсии.
Умер 23 июня 2009 в Пензе на 70-м году жизни.
Похоронен на Новозападном кладбище в Пензе 25 июня 2009.
В некрологе, подписанном губернатором Пензенской области В. К. Бочкарёвым и членами регионального правительства, было отмечено, что Садчиков был «энергичным руководителем, талантливым журналистом, драматургом, искусствоведом, педагогом» и «благодаря высокому профессионализму, обширным знаниям, ответственному отношению к делу снискал заслуженный авторитет и высокое признание коллег».

## Творчество
Владимир Николаевич Садчиков являлся автором нескольких пьес, поставленных в Пензенском областном драматическом театре. В частности: «Несколько майских дней» (постановка — 1974), «Гусарская элегия» в соавторстве с Н. М. Инюшкиным (постановка — 1994), «Игры для среднего возраста» (опубл. в пензенском литературном журнале «Сура». 1997. № 5), «Гастроли по-итальянски» (постановка — 2000). В 1999 году в Пензе ряд его театральных пьес были изданы отдельной книгой.
В соавторстве с Н. М. Инюшкиным написал книгу «Эстетика в вопросах и ответах» (М., 1988) и др.
Также являлся автором многих журналистских публикаций в пензенской и центральной печати.
Член Союза театральных деятелей СССР — России (1961), член Союза журналистов РСФСР — России (1970), член Союза писателей России. Заслуженный работник культуры РСФСР (1989).